# Кюндяйинский наслег
Кюндяйинский наслег — сельское поселение в Сунтарском улусе Якутии Российской Федерации.
Административный центр — село Кюндяе.

## История
Статус и границы сельского поселения установлены Законом Республики Саха (Якутия) от 30 ноября 2004 года N 173-З N 353-III «Об установлении границ и о наделении статусом городского и сельского поселений муниципальных образований Республики Саха (Якутия)».

## Население
| 2002 | 2010 | 2011 | 2012 | 2013 | 2014 | 2015 |
| ---- | ---- | ---- | ---- | ---- | ---- | ---- |
| 855  | ↘832 | ↘831 | ↘808 | ↘786 | ↘769 | ↘768 |
| 2016 | 2017 | 2018 | 2019 | 2020 | 2021 |      |
| ↗773 | ↘769 | ↘755 | ↗766 | ↗780 | ↘776 |      |

## Состав сельского поселения
| № | Населённый пункт | Тип населённого пункта       | Население |
| - | ---------------- | ---------------------------- | --------- |
| 1 | Кюндяе           | село, административный центр | ↘723      |
| 2 | Харыялах         | посёлок                      | ↘0        |
| 3 | Эльгян           | посёлок                      | ↘9        |